# Jason Chery
 (septembre 2013).
Si vous disposez d'ouvrages ou d'articles de référence ou si vous connaissez des sites web de qualité traitant du thème abordé ici, merci de compléter l'article en donnant les références utiles à sa vérifiabilité et en les liant à la section « Notes et références ».
Jason Chery (né le 31 mai 1985 à Delray Beach) est un joueur américain de football américain et de football canadien, évoluant au poste de wide receiver.

## Biographie

### Études
Chery étudie à l'université de Louisiane à Lafayette, jouant par la même occasion avec l'équipe de football américain.

### Carrière
Inscrit pour le draft de 2009 de la NFL, Chery n'est pas sélectionné et signe comme agent libre avec les Panthers de la Caroline le 1er mai 2009 mais les Panthers se libèrent de Chery le 5 septembre 2009 avant de re-signer avec la franchise et intégrer l'équipe d'entraînement le 12 octobre.
Le 23 décembre 2009, Chery signe avec les Steelers de Pittsburgh et joue avec l'équipe d'entraînement. Il intègre l'effectif NFL le 6 janvier 2010 mais ne joue aucun match. Il est libéré le 15 juin 2010.
Les Packers de Green Bay signent Chery le 5 août 2010 mais est libéré un mois après son arrivée. Après ce départ, il signe avec les Hartford Colonials et fait les premiers matchs de sa carrière. Le 30 janvier 2012, il signe avec les Roughriders de la Saskatchewan, évoluant en Ligue canadienne de football. Cependant, il est libéré le 17 juin 2012 et n'a pas le temps de jouer ses premiers matchs officiels en CFL. En 2013, il change de registre, partant pour l'Arena Football League (football américain en salle) et s'engage avec les Storm de Tampa Bay.